# Digital Signature Algorithm
Algoritmul pentru semnături digitale (engleză: "Digital Signature Algorithm"), cunoscut și sub acronimul DSA, este un standard al guvernului Statelor Unite ale Americii pentru semnăturile digitale. A fost propus de National Institute of Standards and Technology (NIST) în august 1991 pentru utilizare în cadrul standardului Digital Signature Standard (DSS), specificat în FIPS 186 și adoptat în 1993. O revizie minoră a fost emisă în 1996 sub numele de FIPS 186-1 . Standardul a fost extins în 2000 ca FIPS 186-2  Arhivat în 18 mai 2009, la Wayback Machine. și în 2009 ca FIPS 186-3 .
Algoritmul este format din trei proceduri: generarea cheii, semnarea, verificarea semnăturii.

## Generarea cheii
- Se alege q, astfel încât el este prim și are o dimensiune de 160 de biți (2159 < q < 2160).
- Se alege p, astfel încât el este prim și p = 2qz+1 (2512 < p < 21024).

Ultimele reglementări specifică faptul că p ar trebui să fie pe fix 1024 de biți, ceea ce înseamnă că z trebuie să fie pe 864 de biți.
- Se alege {\displaystyle h\in \mathbb {Z} _{p}^{*}}, unde h este o rădăcină primitivă în {\displaystyle \mathbb {Z} _{p}^{*}}.
- {\displaystyle \alpha =h^{z'}\mod p\,}, unde {\displaystyle z'={\frac {p-1}{q}}}.
- Se alege arbitrar {\displaystyle a\in \mathbb {Z} _{q}^{*}}.
- Se calculează {\displaystyle \beta =\alpha ^{a}\mod p\,}.
- Cheia publică este {\displaystyle (p,q,\alpha ,\beta )\,}.
- Cheia privată este {\displaystyle a\,}.

## Semnarea
- Se alege arbitrar {\displaystyle k\in \mathbb {Z} _{q}^{*}}.
- Se calculează x=SHA-1(mesaj), cu x pe 160 de biți; SHA-1 este funcția de hash, care realizează rezumatul mesajului (returnează un număr în funcție de conținutul mesajului).
- Se calculează {\displaystyle \gamma =(\alpha ^{k}\mod p)\mod q\,}.
- Se calculează {\displaystyle \delta =(k^{-1}(x+a\gamma ))\mod q\,}.

Dacă vreuna dintre cele două valori ({\displaystyle \gamma \,} sau {\displaystyle \delta \,}) este egală cu zero, atunci se reia calculul cu generarea unui alt k.
- Cheia de semnare este {\displaystyle (\gamma ,\delta )\,}.

## Verificarea
- Se calculează {\displaystyle w=\delta ^{-1}\mod q\,}.
- Se calculează {\displaystyle e_{1}=(xw)\mod q\,}.
- Se calculează {\displaystyle e_{2}=(\gamma w)\mod q\,}.
- Se calculează {\displaystyle v=((\alpha ^{e_{1}}\beta ^{e_{2}})\mod p)\mod q\,}.
- Semnătura este validă dacă și numai dacă {\displaystyle v=\gamma \,}.

Algoritmul Semnăturii Digitale este similar Schemei de semnătură ElGamal.

## Corectitudine
Algoritmul este corect în sensul că destinatarul va accepta întotdeauna doar semnături originale. Acest lucru poate fi demonstrat după cum urmează:
Din {\displaystyle \alpha =h^{z'}\mod p\,} rezultă
{\displaystyle \alpha ^{q}\equiv h^{qz'}\equiv h^{p-1}\equiv 1{\pmod {p}}\,} din
Teorema lui Fermat. Deoarece {\displaystyle \alpha >1\,} și q este prim, {\displaystyle \alpha \,} are ordinul q.
Expeditorul calculează
{\displaystyle \delta =(k^{-1}(x+a\gamma ))\mod {q}.}
Deci
{\displaystyle {\begin{matrix}k&\equiv &x\delta ^{-1}+a\gamma \delta ^{-1}\\&\equiv &xw+a\gamma w{\pmod {q}}.\\\end{matrix}}}
Deoarece {\displaystyle \alpha \,} are ordinul q
{\displaystyle {\begin{matrix}\alpha ^{k}&\equiv &\alpha ^{xw}\alpha ^{a\gamma w}\\&\equiv &\alpha ^{xw}\beta ^{\gamma w}\\&\equiv &\alpha ^{e_{1}}\beta ^{e_{2}}{\pmod {p}}.\\\end{matrix}}}
În sfârșit, corectitudinea algoritmului vine din
{\displaystyle \gamma =(\alpha ^{k}\mod p)\mod q=(\alpha ^{e_{1}}\beta ^{e_{2}}\mod p)\mod q=v.}

## Securitate
Acest algoritm este considerat imposibil de spart, datorită siguranței mari asigurate de câteva puncte, cum ar fi generarea aleatoare a lui p, q, a și k. Pentru a se afla k, de exemplu, ar trebui rezolvată o problemă de tipul logaritmilor discreți, care este o problemă "dificilă", în sensul că ajungerea la o soluție poate dura câteva luni.